# Rivergate

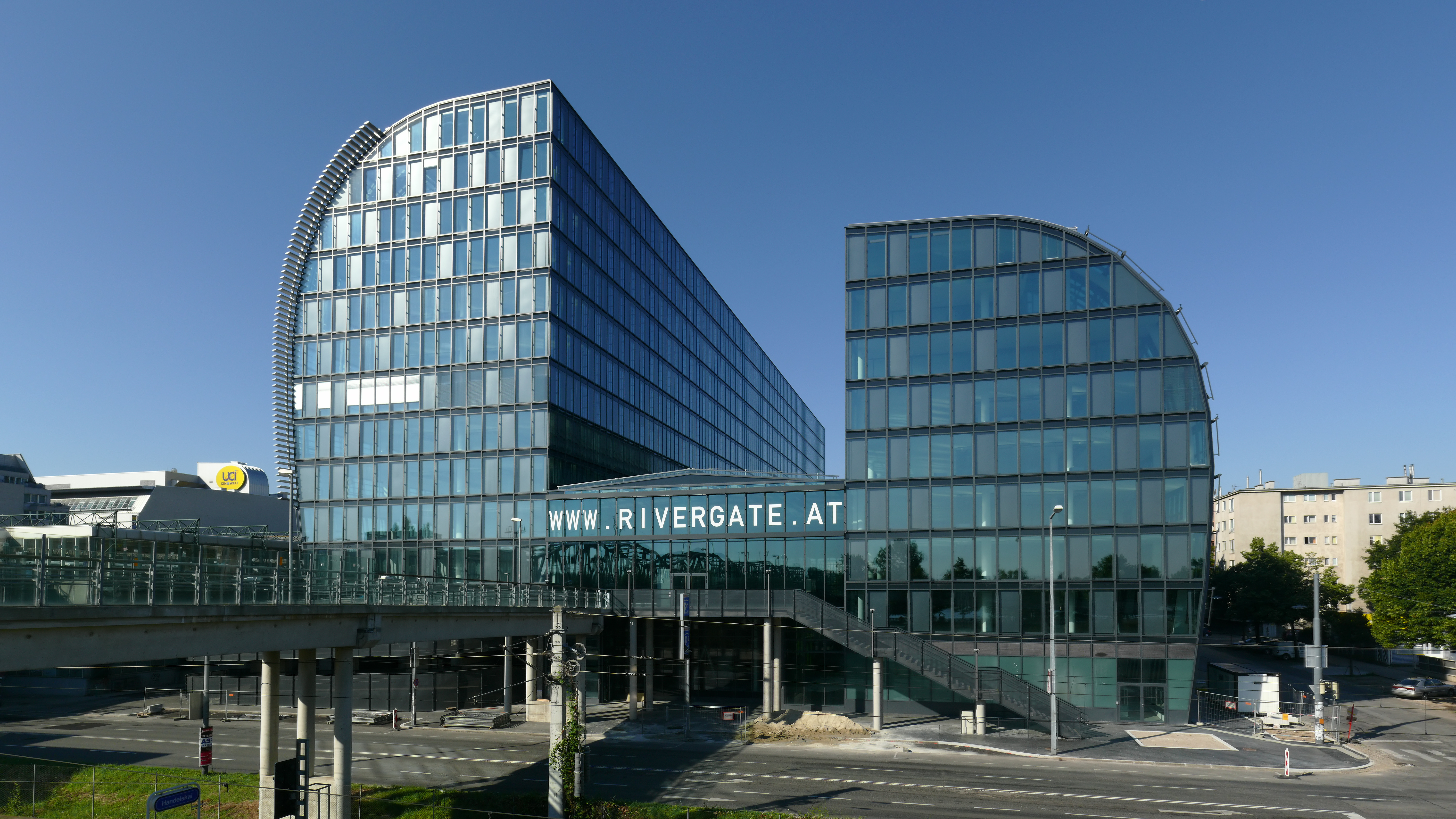
Rivergate im Juli 2010

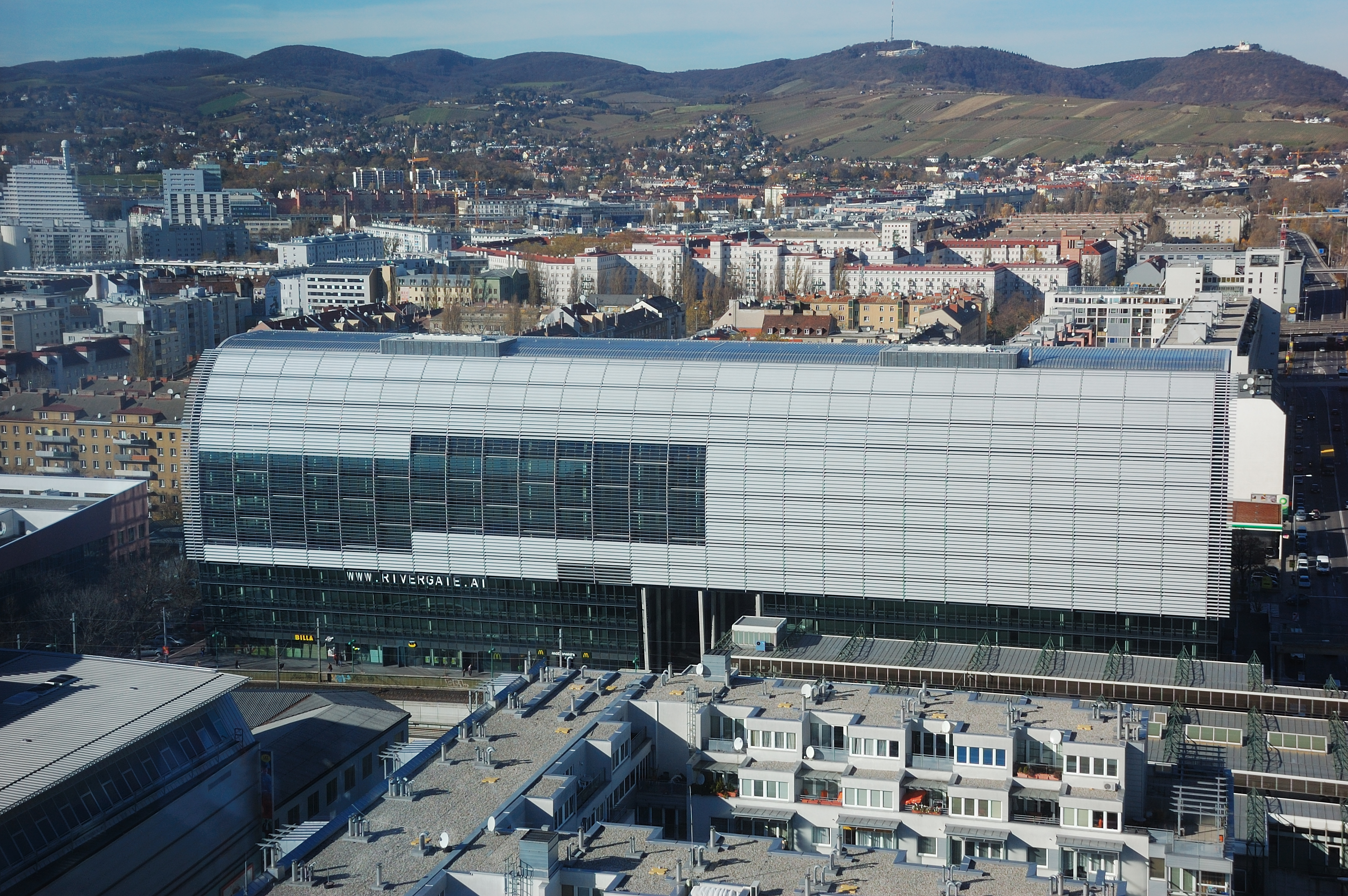
Rivergate vom Millennium Tower aus gesehen (2010)

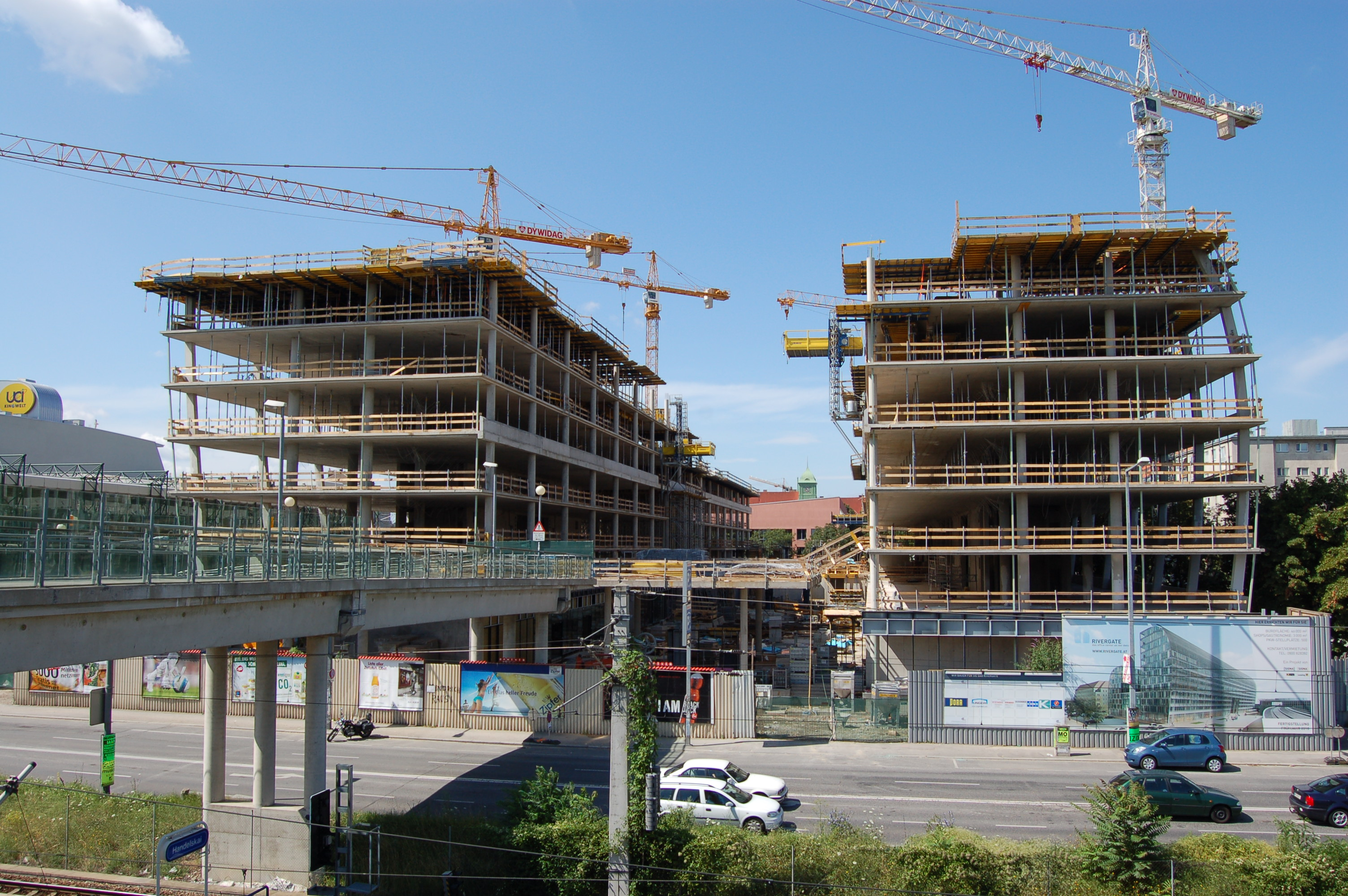
Rivergate während der Bauarbeiten im Juli 2009

Das Rivergate ist ein Bürokomplex im 20. Wiener Gemeindebezirk Brigittenau am Handelskai 92. Das Gebäude in nächster Nähe zum Millennium Tower und zur Donau wurde in mehreren Schritten im Jahr 2010 eröffnet und verfügt über rund 50.000 m² Mietfläche, wovon 27.500 m² Bürofläche auf den südlich gelegenen Gate 1 und 17.600 m² auf den nördlich gelegenen Gate 2 entfallen. Die übrigen Flächen entfallen auf Shops, Gastronomie und Lagerflächen.
Das Gebäude wurde nach einem geladenen Architektenwettbewerb nach Plänen der Architekten Auer + Weber + Assoziierte errichtet. Es wurde Ende 2015 für 189 Millionen Euro vom kanadischen Immobilienfond Dream Global erworben.

## Errichtung
Das Rivergate wurde von der Signa Holding des Innsbrucker Immobilieninvestors Rene Benko entwickelt, wobei die Baukosten vor Projektbeginn mit rund 120 Millionen Euro veranschlagt wurden. Am 3. September 2008 wurde mit den Tiefbauarbeiten begonnen, am 12. Jänner 2009 erfolgte der Startschuss für den Hochbau. Nach der Gleichenfeier am 22. Oktober 2009 konnte im Februar 2010 ein Musterbüro eröffnet werden, die Fertigstellung des Gebäudes erfolgte im Juni 2010. Noch im Mai 2010 begann daraufhin die Eröffnung eines Lebensmittels- und eines Drogeriemarktes. Insgesamt wurden im Rivergate 4.500 Tonnen Stahl, 37.000 Kubikmeter Beton und 315 Tonnen Stahlträger verbaut.